# Aeroporto di Kalibo
L'aeroporto di Kalibo (tagallo: Paliparang Pandaigdig ng Kalibo) (IATA: KLO, ICAO: RPVK) definito come internazionale dalle autorità dell'aviazione civile filippina CAAP è un aeroporto filippino situato a 3 km dal centro di Kalibo, nell'estremità settentrionale dell'isola di Panay, nella provincia di Aklan, nel Visayas Occidentale. La struttura è dotata di una pista di asfalto e cemento lunga 2187 m, l'altitudine è di 4 m, l'orientamento della pista è RWY 05-23. L'aeroporto è aperto al traffico commerciale 24 ore al giorno e viene talvolta utilizzato dall'Aeronautica Militare come stazione di rifornimento dei propri velivoli.
L'aeroporto di Kalibo è un moderno aeroporto destinato a migliorare i flussi, soprattutto turistici, da e verso la parte nord dell'isola di Panay insieme all'altro scalo di Caticlan: il nuovo terminal passeggeri, inaugurato il 23 giugno 2010 e costato 50 milioni di pesos, è parte del progetto governativo volto a migliorare i collegamenti aerei filippini e i flussi turistici dalla Cina e dalle nazioni più vicine dell'Asia Pacifica soprattutto verso le destinazioni più note come Boracay, Nabas, Madalag e Libacao e in occasione del festival di Ati-atihan.